# Plant System
Das Plant System war ein Netzwerk aus Eisenbahn- und Dampfschifffahrtslinien in den Südstaaten der USA, das sich gegen Ende des 19. Jahrhunderts zuerst über Teile Georgias, später vor allem auch über große Teile Floridas erstreckte. Das Netz wurde nach seinem Eigentümer, dem Eisenbahnmagnaten Henry Bradley Plant, benannt.

## Geschichte

### Die Bildung der Savannah, Florida and Western Railway
Der Bahnkorridor, der später einmal zum Herzstück von Henry Plants Eisenbahnnetzwerk werden sollte, erstreckt sich in Georgia von Savannah nach Südwesten und Westen über Waycross und Du Pont bis Thomasville.
Am 25. Dezember 1847 wurde die Savannah and Albany Railroad gegründet, die ursprünglich Savannah mit Albany verbinden sollte. Die Gesellschaft wurde 1853 in Savannah, Albany and Gulf Railroad (SA&G) umbenannt und eröffnete 1858 eine Bahnstrecke von Savannah nach Screven, die Pläne zum Weiterbau nach Albany wurden jedoch nicht verwirklicht.

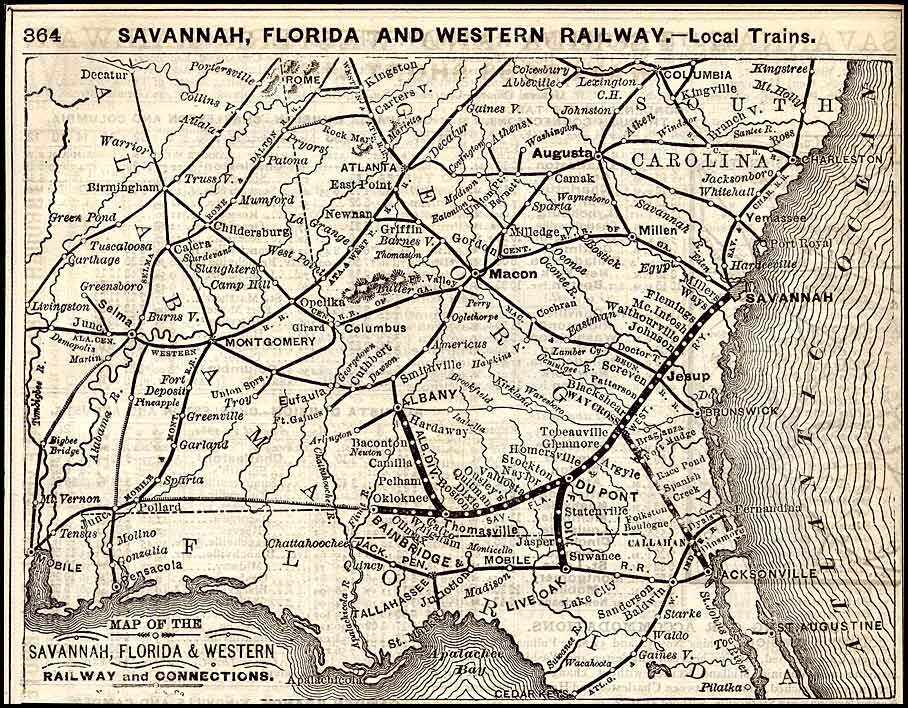
Plant System, 1882

Eine zweite Bahngesellschaft, die Atlantic and Gulf Railroad (A&G), wurde im Dezember 1856 gegründet. Sie besaß die Streckennutzungsrechte der SA&G und verlängerte die Strecke im April 1859 von Screven weiter nach Blackshear und im Oktober des Jahres bis Homerville. Valdosta und Thomasville wurden im Laufe des Jahres 1860 erreicht. Der weitere Streckenausbau wurde mit dem Ausbruch des Sezessionskrieges vorerst gestoppt. Im Mai 1863 wurde die SA&G in die A&G integriert, die nun die komplette Strecke von Savannah nach Thomasville besaß.
Gegen Ende des Krieges wurde von der A&G ein Abzweig von Du Pont zur Staatsgrenze mit Florida errichtet, der dort auf die Weiterführung der Pensacola and Georgia Railroad (P&G) nach Live Oak traf. Nach dem Krieg übernahm die A&G die komplette Strecke von Du Pont nach Live Oak. 1867 wurde die Hauptstrecke der A&G von Thomasville nach Westen bis Bainbridge verlängert. Ein weiterer Abzweig wurde von Thomasville über Pelham und Camilla (1869) bis nach Albany (1870) eröffnet.
Im Dezember 1875 wurde in Savannah eine Verbindung zur Bahnstrecke der Charleston and Savannah Railway (C&S) geschaffen, die seit 1860 Savannah mit Charleston in South Carolina verbindet. Nach dem Bankrott der C&S integrierte Henry Plant sie am 4. November 1879 in die A&G und nannte das Unternehmen ab dem 9. Dezember des Jahres Savannah, Florida and Western Railway (SF&W). 1882 gründete Plant die Plant Investment Company, deren erstes Tochterunternehmen die SF&W war und mit der er den Kauf und Ausbau von weiteren Bahnstrecken von nun an vorantrieb.

### Weitere Expansion
Im Jahr 1881 wurde die „Waycross Shortline“ von Waycross nach Jacksonville (Florida) eröffnet. Sie setzt sich aus den im Vorjahr durch Plant gegründeten Tochtergesellschaften Waycross and Florida Railroad (Abschnitt in Georgia) und East Florida Railroad (Abschnitt in Florida) zusammen. Ein weiterer Abzweig von der Hauptstrecke der SF&W wurde 1882 von Climax (östlich von Bainbridge) nach Chattahoochee erbaut.
Der erste große Eisenbahnbau in Florida durch Henry Plant erfolgte von 1880 bis 1884 schrittweise durch die South Florida Railroad von Sanford über Orlando nach Tampa. Eine Verbindung zum übrigen Bahnnetz wurde zwischen Jacksonville und Sanford mit Dampfschiffen über den St. Johns River hergestellt. 1886 wurden alle Bahnstrecken des Plant Systems einheitlich auf Normalspur umgestellt.
1884 übernahm Plant die Live Oak and Rowland’s Bluff Railroad, die erst 1881 gegründet wurde. Die Bahnstrecke führte von Live Oak nach Gainesville (mit einem Abzweig nach Lake City). 1887 wurde durch die SF&W eine Bahnstrecke von Ocala nach Dunnellon eröffnet. 1888 folgte eine Verlängerung nach Homosassa sowie 1891 ein weiterer Abzweig nach Inverness. 1892 erfolgte eine Übernahme der Florida Southern Railway, die Plant reorganisierte und in Florida Southern Railroad umbenannte. Die Linie führte von Gainesville über Ocala bis nach Punta Gorda und kreuzte bei Lakeland die South Florida Railroad (Sanford – Tampa). 1893 gründete sich die Tampa and Thonotosassa Railroad, die von Tampa nach Thonotosassa führte.
1895 erfolgte der Kauf der Sanford and St. Petersburg Railroad (1888 fertig gestellt als Orange Belt Railway), die von Sanford nach Saint Petersburg führte. Im Folgejahr wurde die Florida Midland Railway integriert. Die Bahnstrecke führte vom Ufer des Lake Jesup zuerst nach Apopka im Westen und bog dann nach Kissimmee im Süden ab. Der Kreuzungspunkt mit der Orange Belt Railway befand sich in Clarcona. Nach dem Kauf der Florida Midland war das Teilstück nördlich von Clarcona obsolet und wurde stillgelegt.
1899 wurde die Jacksonville, Tampa and Key West Railway von Plant aufgekauft und unter dem Namen Jacksonville and St. Johns River Railway als weiteres Tochterunternehmen reorganisiert. Diese direkte Verbindung zwischen Sanford und Jacksonville war ein weiterer Lückenschluss im Schienennetz und machte den Schiffsverkehr auf dem St. Johns River überflüssig.
Mit dem Folkston Cutoff wurde 1901 eine neue, 87 km lange Schienenstrecke zwischen Folkston und Jesup (mit Anschluss an die SF&W-Hauptstrecke) erbaut, was eine Wegesverkürzung von 31 km im Vergleich mit der bisherigen Strecke über Waycross bedeutete.
1901 gingen in Georgia und Alabama letztmals eine Reihe bisher eigenständiger Eisenbahngesellschaften in der SF&W auf. Dies waren:
| - Ashley River Railroad - Abbeville Southern Railway - Southern Alabama Railroad | - Alabama Midland Railway - Brunswick and Western Railroad - Charleston and Savannah Railway |  |

### Ende der Plant-Ära und Übernahme durch die ACL
Im Herbst des Jahres 1898 begann Henry Plant, die Zukunft seines Imperiums für die Zeit nach seinem Tod zu planen. Er beauftragte seinen persönlichen Anwalt mit der Gründung einer Kapitalanlagegesellschaft, dabei sollte sein Name verewigt und seine Vermögensanteile gesichert werden. Über Jahrzehnte hinweg sollte es nach seiner Vorstellung nicht möglich sein, Kapitalanteile aus dem Unternehmen heraus zu verkaufen. Seine Pläne hielt er vor seiner Frau und dem gemeinsamen Sohn geheim. Plants Anwalt fand heraus, dass nicht die gesetzlichen Bestimmungen des Bundesstaates New York (in dem Plant seinen Erstwohnsitz hatte) mit dessen Plänen vereinbar waren, sondern nur jene des Bundesstaates Connecticut, aus dem er ursprünglich stammte. Daraufhin reiste er im Juni 1899 nach New Haven in Connecticut und erwarb dort ein Anwesen, um seine Pläne verwirklichen zu können. Er starb wenige Tage später in seinem bisherigen Wohnsitz in New York City. Seine Frau Margaret erfuhr, dass ihr nach seinem Willen nur eine Jahresrente von 30.000 USD zustehen sollte, obwohl der Wert des Unternehmens bei rund 50 Millionen USD lag. Nach mehreren Jahren der Auseinandersetzungen entschied der New York Supreme Court, dass Henry Plant zum Zeitpunkt seines Todes nicht als Bürger des Bundesstaates Connecticut gelten könne und seine Verfügungen somit gegenstandslos seien. Dadurch konnte Margaret Plant ihre Unternehmensanteile für sich beanspruchen.
Da sein Sohn kein Interesse an einer Fortführung des Unternehmens hatte, wurde es am 1. Juli 1902 zum Preis von 46.563.898 USD an die Atlantic Coast Line Railroad (ACL) und deren Präsidenten Henry Walters verkauft. Zum Zeitpunkt des Verkaufes umfasste das Schienennetz eine Länge von 2235 Meilen bzw. 3597 Kilometern.